# Hopliancistrus tricornis
Hopliancistrus tricornis és una espècie de peix de la família dels loricàrids i de l'ordre dels siluriformes que es troba a Sud-amèrica: conques dels rius Tapajós i Xingu al Brasil. És un peix d'aigua dolça i de clima tropical. Els mascles poden assolir 10,4 cm de longitud total.